# Green Light (canción de Lorde)
«Green Light» —en español: «Luz verde»— es una canción de la cantante y compositora neozelandesa Lorde. Fue lanzada el 2 de marzo de 2017 a través de Universal Music New Zealand como el sencillo principal de su segundo álbum de estudio, Melodrama (2017). La canción fue escrita por Lorde, Jack Antonoff y Joel Little, y producida por Lorde, Jack y Frank Dukes. La canción es de género Alternativo/Indie/Rock e incluye influencias electrónicas y pop. 

## Video musical
El video musical de «Green Light», dirigido por Grant Singer, fue filmado en el MacArthur Park de Los Ángeles y lanzado el 2 de marzo de 2017. Muestra a Lorde en un pequeño vestido rosado y zapatillas de baile en una calle, intercut con clips de Lorde en un club cantando, Lorde en un taxi con su cabeza que cuelga fuera de la ventana y su baile en el auto de un transeúnte. El video ha acumulado más de 100 millones de visitas.

## Posicionamiento en listas
| Listas (2017)                               | Mejor posición |
| ------------------------------------------- | -------------- |
| Australia (ARIA)                            | 4              |
| Austria (Ö3 Austria Top 40)                 | 33             |
| Bélgica (Flandes) (Ultratop 50)             | 19             |
| Bélgica (Valonia) (Ultratip Bubbling Under) | 24             |
| Canadá (Canadian Hot 100)                   | 9              |
| Francia (SNEP)                              | 24             |
| Alemania (Media Control AG)                 | 38             |
| Israel (Media Forest)                       | 3              |
| Italia (FIMI)                               | 44             |
| Letonia (Latvijas Top 40)                   | 21             |
| Países Bajos (Dutch Top 40)                 | 38             |
| Países Bajos (Mega Single Top 100)          | 61             |
| Nueva Zelanda (Recorded Music NZ)           | 1              |
| Escocia (Scottish Singles Sales Chart)      | 12             |
| España (Top 100 Canciones)                  | 13             |
| Suecia (Sverigetopplistan)                  | 58             |
| Suiza (Schweizer Hitparade)                 | 19             |
| Reino Unido (UK Singles Chart)              | 28             |
| Estados Unidos (Billboard Hot 100)          | 19             |
| Estados Unidos (Adult Top 40)               | 24             |
| Estados Unidos (Mainstream Top 40)          | 26             |

## Certificaciones
| País   | Organismo certificador | Certificación | Ventas certificadas | Ref.   |
| ------ | ---------------------- | ------------- | ------------------- | ------ |
| México | AMPROFON               | Oro           | 30,000              | [ 27 ] |

## Historial de lanzamientos
| País           | Fecha              | Formato(s)             | Discográfica                | Ref.   |
| -------------- | ------------------ | ---------------------- | --------------------------- | ------ |
| Mundial        | 3 de marzo de 2017 | Descarga digital       | Universal Music New Zealand | [ 1 ]  |
| Reino Unido    | 3 de marzo de 2017 | Contemporary hit radio | Virgin EMI                  | [ 28 ] |
| Italia         | 3 de marzo de 2017 | Contemporary hit radio | Universal                   | [ 29 ] |
| Estados Unidos | 7 de marzo de 2017 | Radio Top 40           | Lava                        | [ 30 ] |
| Estados Unidos | 7 de marzo de 2017 | Radio rítmico          | Lava                        | [ 31 ] |

## Certificaciones
Certificaciones obtenidas por ''Green Light''
| Territorio     | Organismo certificador                      | Certificación | Ventas calificadas |
| -------------- | ------------------------------------------- | ------------- | ------------------ |
| Australia      | ARIA                                        | 4x Platino    | 280 000            |
| Brasil         | ABPD                                        | Platino       | 60 000             |
| Canadá         | Music Canada                                | 2x Platino    | 160 000            |
| Nueva Zelanda  | RIANZ                                       | Platino       | 30 000             |
| Noruega        | IFPI Norge                                  | Oro           | 5 000              |
| Italia         | Federación de la Industria Musical Italiana | Platino       | 50 000             |
| Reino Unido    | BPI                                         | Platino       | 600 000            |
| Estados Unidos | RIAA                                        | Platino       | 1 000 000          |